# Agnieszka Rembiałkowska
Agnieszka Rembiałkowska (ur. 1980 we Włocławku) – polska tłumaczka literatury litewskiej i pedagog.
Ukończyła filologię bałtycka na Uniwersytecie Warszawskim. Wykłada w Zakładzie Bałtystyki na Wydziale Polonistyki Uniwersytetu Warszawskiego. Tłumaczyła m.in. takich autorów jak: Vladas Braziūnas, Marius Burokas, Nijolė Indriūnaitė, Birute Jonauškaitė, Agnė Žagrakalytė. Za tłumaczenie książki Birute Jonauškaitė Maranta została nominowana do Nagrody Literackiej Gdynia 2021.

## Nagrody i wyróżnienia
- nominacja do nagrody św. Hieronima przyznawanej przez Litewskie Stowarzyszenie Tłumaczy Literatury (2006)
- nagroda litewskiego festiwalu literackiego Wiosna Poezji za przekłady poezji litewskiej na język polski (2018)
- nominacja do Nagrody Literackiej Gdynia 2021 w kategorii przekład na język polski - Maranta (Wydawnictwo Pogranicze, Sejny 2020), autor oryginału: Birute Jonauškaitė[2]
- Honorowa Obywatelka Gminy Kadzidło (2022)[3]